# Ranger (Texas)
Ranger és una població dels Estats Units a l'estat de Texas. Segons el cens del 2000 tenia 2.584 habitants.

## Demografia
Segons el cens del 2000, Ranger tenia 2.584 habitants, 989 habitatges, i 616 famílies. La densitat de població era de 142,5 habitants/km².
Dels 989 habitatges en un 28% hi vivien nens de menys de 18 anys, en un 43,7% hi vivien parelles casades, en un 14,7% dones solteres, i en un 37,7% no eren unitats familiars. En el 34,5% dels habitatges hi vivien persones soles el 18,7% de les quals corresponia a persones de 65 anys o més que vivien soles. El nombre mitjà de persones vivint en cada habitatge era de 2,33 i el nombre mitjà de persones que vivien en cada família era de 3.
Per edats la població es repartia de la següent manera: un 22,7% tenia menys de 18 anys, un 17,4% entre 18 i 24, un 20,9% entre 25 i 44, un 19,4% de 45 a 60 i un 19,7% 65 anys o més.
L'edat mediana era de 36 anys. Per cada 100 dones de 18 o més anys hi havia 93,8 homes.
La renda mediana per habitatge era de 22.500 $ i la renda mediana per família de 28.255 $. Els homes tenien una renda mediana de 24.333 $ mentre que les dones 15.946$. La renda per capita de la població era d'11.698 $. Aproximadament el 14,4% de les famílies i el 18,3% de la població estaven per davall del llindar de pobresa.

## Poblacions properes
El següent diagrama mostra les poblacions més properes.